# エフエム滋賀

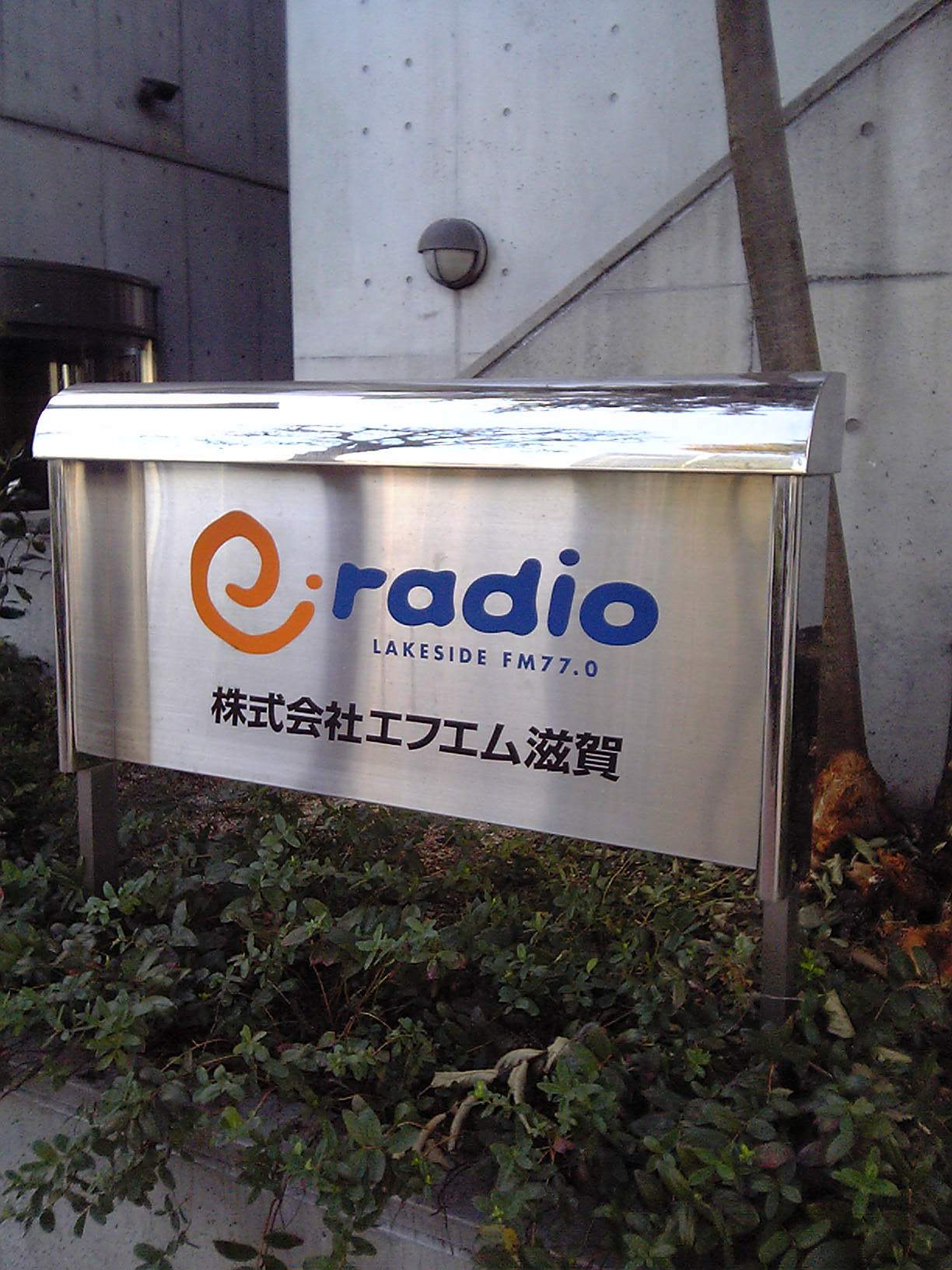
社屋にある看板
（2009年10月撮影）

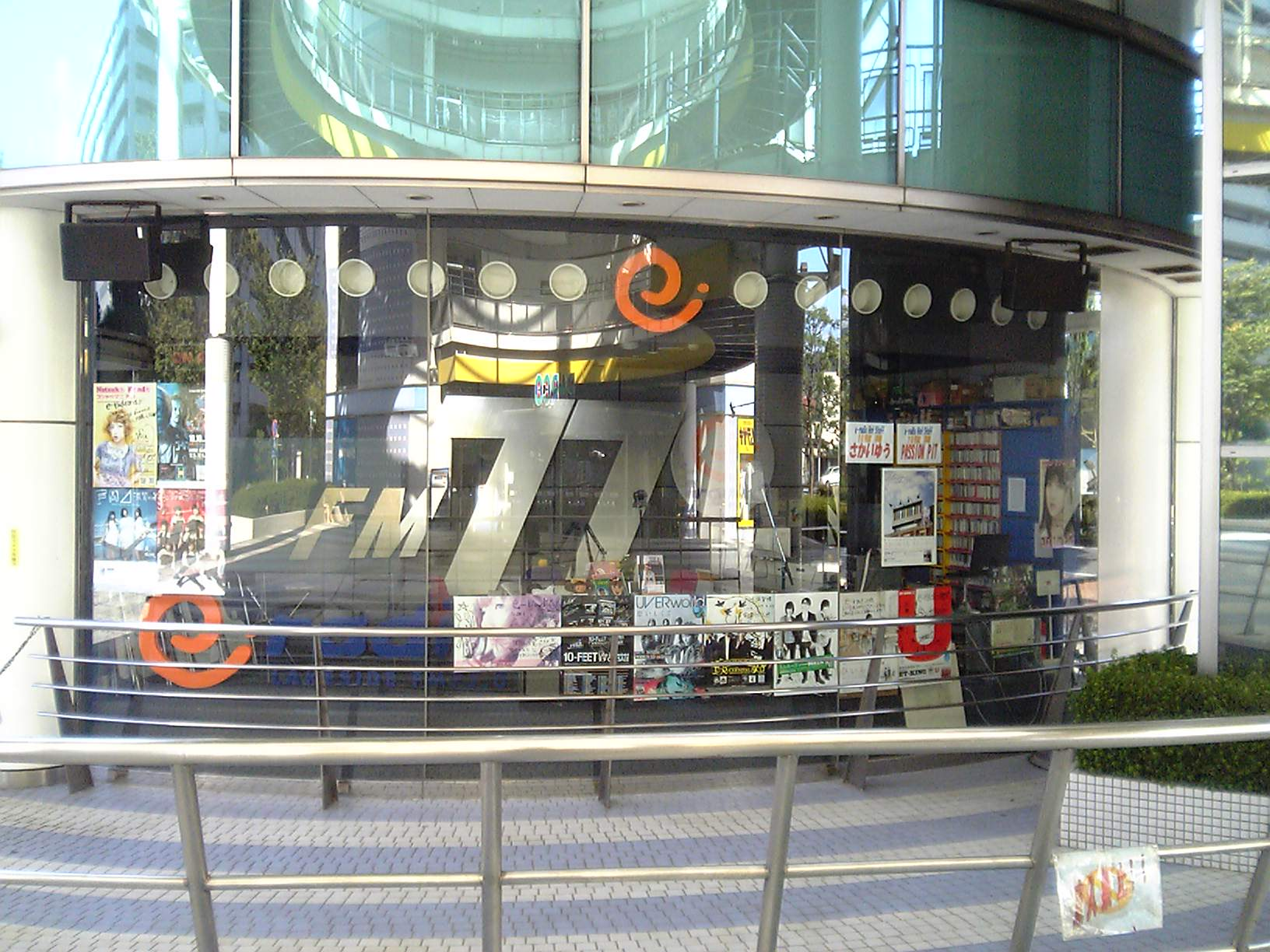
Oh!Me大津テラスにあるサテライトスタジオ77
（2009年10月、撮影時点は大津パルコ）

株式会社エフエム滋賀（エフエムしが、FM Shiga.Co.Ltd）は、滋賀県を放送対象地域として超短波放送（FM放送）を行っている特定地上基幹放送事業者。愛称はe-radio（イーラジオ）。また、通称としてFM滋賀も使用される。JFN系列局。コールサインはJOUV-FM。

## 概要
サービスエリアは滋賀県の全域、京都府・福井県・岐阜県・三重県の各一部。インターネットによるラジオ配信サービス「radiko」において、近畿地方ではエフエム京都（α-STATION）とともに2011年（平成23年）7月1日より実用化試験配信が行われていた。
局名の表記は2001年11月まで、新聞の番組表（ラ・テ欄）では2003年3月まで一部が大文字の「E-Radio」表記だった。ジングルでは「e-radio 77（イーレディオ・セブンセブン）」や「The lakeside FM」とアナウンスされる。
ニュースは京都新聞・びわ湖放送から配信を受けている。なお、2014年3月で中日新聞からのニュース配信は終了している。
2015年の開局20周年を機にマスコットキャラクターが誕生。局ロゴの『e』を頭に乗せたキャラクターで、リスナー公募により『e-7（いーな）』と命名。
滋賀県内に本社を置く最初の民放ラジオ局でもある。1996年の開局までは長年京都放送（KBS京都）または同社の滋賀放送局であるKBS滋賀が滋賀県域局の役割を果たしていたが純粋に滋賀県内をカバーする県域ラジオ局は当局が初めてである。
- 1996年（平成8年）
  - 4月19日：ラジオ予備免許を取得する。
  - 7月1日：会社を設立する。
  - 9月1日：サービス放送を開始する。JFNC制作の番組が編成の中心であったが、文化放送制作の『文化放送ライオンズナイター』のサイマル放送も行われた。
  - 11月30日：同日京都新聞および中日新聞（滋賀県版）に、開局を告知する全面広告を掲載する。広告の意匠は、腹を押さえた妊婦が配されたデザインで、「命名・いいラジオ」のキャッチコピーが書かれていた。
  - 12月1日：全国48番目の民放FM局として開局する。
- 2005年（平成17年）：ビーイング代表者（当時）の長戸大幸が取締役に就任する。
- 2011年（平成23年）7月1日：滋賀県内のみを対象としてradikoの配信を開始する。
- 2013年（平成25年）6月1日：竜王町総合運動公園ドラゴンハット（滋賀県蒲生郡竜王町）で開催のイベントで、びわ湖放送とのサイマル放送を初めて実施[15]。
- 2014年（平成26年）3月31日：文字多重放送を終了。中日新聞からのニュース配信がこの日で終了。
- 2015年（平成27年）12月1日 - 4日：【e-radio20thAnniversary KICK OFF Week】開催。初日と最終日には『e-radio 20thAnniversary KICK OFF special』も放送された。
- 2019年（令和元年）10月17日：長浜市役所に民放ラジオ難聴解消支援事業の一環として中継局が設置され予備免許が下りる[4]。
- 2020年（令和2年）
  - 3月26日：長浜市役所に民放ラジオ難聴解消支援事業の一環として中継局が設置され本免許を取得する[5]。
  - 4月1日：長浜中継局が開局する[6][16]。
- 2021年（令和3年）- 開局25周年。

## 事業所・送信所

### 事業所
- 本社所在地：〒520-0818 滋賀県大津市西の庄19番10号 リンクスビル6階

- 彦根支局：〒522-0002[17] 滋賀県彦根市松原町1849番7号
- サテスタ（サテライトスタジオ）
  - 大津市にあるOh!Me大津テラス（旧・大津パルコ）にサテライトスタジオがある。2020年時点で新型コロナウイルス感染防止のためスタジオ運用を行っておらず非公開放送となっていたが、2024年時点は、スタジオ運用して、公開生放送している。生放送中はその模様を同社のウェブサイトでも視聴することができる。また、かつてはびわ湖放送の『ぶるるるぶびわこ』で『DOKIムネ Radio Jungle』の一部がサイマル放送されていたほか、ZTV大津放送局のコミュニティチャンネルでも、一部時間帯でサイマル放送（配信）が行われていたことがあり、いずれも音声と併せてスタジオ内の映像が放送（配信）されていた。
このほか、全国ネットの『ヒルサイド・アヴェニュー』や『Wonderful Go!Go!』で使用された実績もある。
スタジオには、観覧者向けに撮影を禁止する旨の告知が掲示されており、ゲスト出演者の有無に関わらず適用される。
2015年、改修が入る。
  - エコネットスタジオ
彦根支局内にあり、生放送が可能で、かつては『キタマチ交差点』で使用されていた。
- 東京支社：〒102-0083 東京都千代田区麹町1丁目8番地 JFNセンター6階

### 送信所
| 親局   | 周波数  | 空中線電力 | 実行輻射電力 | 送信所概要 （技術情報） | 備考         |
| ------ | ------- | ---------- | ------------ | --- | ------------ |
| 大津   | 77.0MHz | 1kW        | 9.5kW        | - 送信鉄柱 - 35m支柱式四角鉄塔 - 送信空中線 - 2L（双ループ）4段4面 - 放送機 - FBN-1501SC（日本電気製）PA600W×2並列合成 - 番組伝送回線 - STLは設置せず音声は光ケーブルのNTT384kbps、 見えるラジオはISDNの64kbpsで伝送。 - 送信局舎 - アルミコンテナ（シュルター）5.9m×2.5m - 非常用電源 - ディーゼル式自家発電装置15kVA | NHK-FMと共有 |
| 中継局 | 周波数  | 空中線電力 | 実行輻射電力 | 送信所概要 （技術情報） | 備考         |
| 長浜   | 82.2MHz | 100W       | 830W         | |              |

- 放送対象地域は滋賀県内のみだが、同社では「放送区域」として同県および周辺地域を挙げており、カバー人口を370万人余りとしている。なお、同県の人口は141万人あまりである[注 1]。当初中継局は設置されていなかったが、難聴取対策として長浜市に中継局が整備され、2020年4月に開局した[6]。
- 局名告知は、オープニング（放送開始）はBGMあり、クロージング（放送終了）はBGMはなく、女性の声でコールサイン・放送局名・周波数・出力が読み上げられる。クロージング後は直ちに停波、もしくは試験信号に移行し、4:57から電波が送出される[独自研究?]。

### サービスエリア
直接受信
- 滋賀県の全域
- 京都府南部（京都市を含む）
- 福井県嶺南の一部（敦賀市など）
- 岐阜県大垣市以西
- 三重県北部の一部

ケーブルテレビ・インターネットラジオなど
- radiko - 通常のradiko受信は滋賀県内のみ。
- eo光テレビ（オプテージ） - 滋賀県内のみ[19]。

## 資本構成
企業・団体は当時の名称。出典：
| 資本金      | 発行済株式総数 |
| ----------- | -------------- |
| 5億6000万円 | 11,200株       |

2016年3月31日時点
- 400株（3.57%）
  - アインズ
  - 綾羽
  - 大津板紙
  - オフィスケイツー
  - オプテックス
  - 京都新聞社
  - 滋賀銀行
  - 滋賀県
  - 中日新聞社
  - 平和堂
  - びわ湖放送
  - 関西アーバン銀行
  - ビー企画室

2003年3月31日時点
- 400株（3.57%）
  - アインズ
  - 綾羽
  - 大津板紙
  - オフィスケイツー
  - オプテックス
  - 京都新聞社
  - 滋賀銀行
  - 滋賀県
  - 中日新聞社
  - 平和堂
  - びわ湖放送
  - びわこ銀行
  - 滋賀リビング新聞社

## 主な番組
2025年8月時点で。現在の番組の詳細は、公式サイトの放送スケジュールまたはe-radio公式番組&パーソナルブログを参照。

### 自社制作番組
ニュースなど
- 京都新聞ニュース（月曜 - 金曜 8:55・17:55、土曜・日曜 9:55・18:55）
- レイクサイドニュース（月曜 - 金曜 8:22・18:30）

平日
- style!（月曜 - 木曜 7:30 - 11:00)
- キャッチ!（月曜 - 木曜 14:00 - 18:00)
  - アーティストをキャッチ!（月曜 - 木曜 16:26 - 16:45）
- 琵琶湖まんだら（木曜 13:30 - 13:55）
- life（金曜 7:30 - 11:00）
- DIVER（金曜 11:30 - 14:43）
- radio max（金曜 15:00 - 19:00）
- MUSIC BREAK（月曜 - 金曜 19:55・20:55・21:55・23:55、木曜日は19:55の放送なし）

土曜・日曜
- DAISUKE LAKESIDE SESSION（土曜 9:30 - 9:55）[22]
- OLDIES GOODIES（土曜 12:00 - 12:55）
- spice-e（土曜 14:55 - 15:00・15:55 - 16:00、日曜 11:55 - 12:00・14:55 - 15:00）
- Spike!!（土曜 18:00 - 18:30）[23]
- 神野友亜のフリートークラボ　(土曜 18:30〜18:55)
- TAISEI 住まいで Smile（日曜 9:30 - 9:45）

### その他の番組
近畿地方において唯一エフエム滋賀で放送されているネット番組
- 中電シーティーアイ Welcome Generation（木曜 20:00 - 20:30、FM AICHI）
- FUT Monthly Radio Program FUT LAB.（第4水曜 20:00 - 20:55、FM福井）[24]

## 過去の番組

### 月 - 木曜日
- ○○moritan（金曜 19:00 - 19:55）森田純史
- U☆TIME cafe（土曜 11:00 - 13:00）川本勇
- Rookies（月曜 - 木曜 15:00 - 18:55）高橋春美（月曜）、杉浦なおや（火曜）、KINAKO（水曜）、SoCo（木曜）
- Happy!（月曜 - 金曜 7:30 - 12:55） キダユカ（月曜・火曜）、木谷美帆（水曜・木曜）、井上麻子（金曜）
- レイクサイドモーニング77 → LSM（1998年4月[要検証 – ノート] - 2011年8月）
- おひるねっとステーション（月曜 - 木曜 11:30 - 12:55）松尾明子（2000年5月 - 2006年9月） ※2003年3月以前は12:00 - 12:55放送。
- Lunch with u 『Lunch-u』（月曜 - 木曜 11:30 - 12:55 大角香里（2006年10月 - 2007年9月）
- キタマチ交差点（月曜 - 木曜 13:30 - 13:55）小野千穂、ケイミー、鍵和田昌子（2005年5月 - 2009年6月） ※2005年9月以前は14:00 - 14:30放送。
- 新層開店 Nuts Melon Show!（月曜 - 木曜 14:00 - 15:55）羽川英樹、小林大作、川下大洋（2005年10月 - 2008年9月）
- DOKIムネ Radio Jungle（月曜 - 木曜 16:00 - 19:00）杉之原惠子（POTI）、平井よお子、谷藤リョーコ（2000年4月 - 2004年3月）
- DOKIムネ Radio Jungle☆ハイパー（月曜 - 木曜 16:00 - 19:00） 谷藤リョーコ、POTI（2004年4月 - 2004年9月）
- radio drive（月曜 - 木曜 16:00 - 19:00）下埜正太、柏木貴代、谷藤リョーコ、POTI、アイクル、ミク、吉川朋江、alee、仙石幸一（2004年10月 - 2007年9月）
- radio drive plus（月曜 - 木曜 16:00 - 19:00）下埜正太、alee、吉川朋江、仙石幸一（2007年10月 - 2008年9月）
- レディオ・ロコ - Local Radio Communications -（月曜 - 木曜 15:00 - 18:55）井上麻子、キダユカ、森田純史（リポーター）（2008年10月 - 2011年8月）
- DOKIムネ Music File（月曜 - 木曜 19:00 - 20:00）（2000年4月 - 2004年3月）
- The Music File（月曜 - 木曜 19:00 - 20:00）（2004年4月 - 2007年9月）アンドリュース・ハッター
- 週刊エルメムアワー（水曜 21:30 - 21:55）チョッパー前園（2003年10月 - 2004年3月）
- イナズマロック レディオ（木曜 19:00 - 19:30）（2010年7月 - 2010年9月）
- e-ジャーナル（水曜・木曜 13:30 - 15:00）竹中美彩
- 笑顔がいっぱい商店街（火曜 13:30 - 15:00）井上麻子、ファミリーレストラン、男性ブランコ、ヒガシ逢ウサカ（2015年7月 - 2016年3月）
- charge!（月曜 - 木曜 15:00 - 19:00）杉浦なおや（月曜）、岩田泉未（火曜）、KINAKO（水曜）、木村三恵（木曜）
- W-D4のダブレディオ（木曜 20:00 - 20:30）W-D4
- M♪ON PARK（木曜 20:30 - 20:55）Chu-Z、要勇人
- e-joy（月曜 - 木曜 14:00 - 19:00、2018年4月 - 2019年9月）
  - 竹村美緒、ヒューマン中村（月曜）
  - マツモトアキノリ、ギャロップ（火曜）
  - 矢野七絵、span!（水曜）
  - 杉浦なおや、月亭八織（木曜）
- 20/4（月曜 - 木曜 20:00 - 20:30、2018年1月 - 2019年9月）
  - 森脇健児のレイクサイドラジオ 素直! 謙虚! 感謝!（月曜 20:00 - 20:30）
  - 中村葵のアニラジ（火曜 20:00 - 20:30）
  - RADIO CAST（第4水曜[注 2]を除く水曜 20:00 - 20:30）
  - クイズの神様（木曜 20:00 - 20:30）
- 滋賀ダイハツ販売 スマラジplus（2014年10月4日 - 2022年5月25日、水曜 13:30 - 13:55）
- GO BLACKS（火曜 13:30 - 13:55）
- chuLaのちゅらちゃれ!（火曜 20:00 - 20:30）
- 武元唯衣の感じてシガリズム（水曜 15:00 - 15:10、キャッチ!内にて放送。2022年8月 - 2023年3月）

### 金曜日
- 湖岸通り77番地（7:30 - 14:55）豊田一美、中野栄美子（末期は豊田に代わり橋本マサキ）（1998年4月 - 2008年3月）
- ナナイロ（7:30 - 14:55）中野栄美子、橋本マサキ（2008年4月 - 2009年9月） ※2009年7月以降は7:30 - 13:00放送。
- SMILE（7:30 - 13:00）川本勇、對馬京子（2009年10月 - 2010年3月）
- e-smile（7:30 - 14:00）川本勇、東奈緒美、森田恵奈（2010年4月 - 2011年8月）
- キタマチガーデン（13:00 - 14:30）鍵和田昌子、ケイミー、小野千穂（2009年7月 - 2010年3月）
- 西川貴教のイナズマレディオ（14:20 - 14:53）西川貴教（2009年7月 - 2009年9月）
- spice-e FRIDAY（14:30 - 14:53）岡田紀子（2009年10月 - 2010年3月）
- ラジオマガジン プレイランド・シガ（15:00 - 19:50）Kay稲毛、井上麻子（1999年4月 - 2008年9月）
- ラヂヲ☆radio -ラヂ☆ラジ-（15:00 - 19:00）羽川英樹、仙石幸一（2008年10月 - 2010年3月）
- RS360（14:00 - 19:00）仙石幸一、碓井豊（2010年4月 - 2011年8月）
- U☆TIME Cafe 〜since2011（金曜 13:00 - 15:00）川本勇
- トレジャー愛ランド（20:00 - 20:30）山元愛、藤田淳司（2005年4月 - 2006年3月）
- ドリームチャレンジャー（20:00 - 20:30）山元愛、大五郎（2006年4月 - 2009年3月） ※2008年4月以降は日曜日の9:30 - 9:55放送。
- トリコロール（13:00 - 14:53）森田純史（1・3・5週） 森田恵奈（2週） 小野千穂（4週）
- イナズマロックレディオ（金曜 19:00 - 19:55） 井上麻子・仙石幸一　※イナズマロックフェス開催に合わせて7月～9月に期間限定で放送
  - 2022年10月より、西川貴教がパーソナリティを務めている同一の番組がJFN系列で放送されている（TOKYO FMでは未放送）。
- Go!Go! Weekend(金曜 20:00 - 20:55) 井上麻子
- Joshin presents GO! GO! TALK SHOW (金曜 20:00 - 20:55)

### 土曜日
- SaturdayNight Cultre Club（土曜 24:00 - 24:55）田辺ユウキ、岩田泉未（2016年4月 - 2017年3月）
- 滋賀ダイハツ販売 smile-radioプロジェクト〜life with smile〜(土曜 11:00 - 11:55）鍵和田雅子・滋賀ダイハツラジオ部（? - 2017年1月）
- 滋賀ダイハツ販売 smile Radio（土曜 11:00 - 11:30）
- PARCO WEEKEND CLIP（土 12:00 - 12:55）Kay稲毛、福本沙紀（? - 2002年3月）
- VIVA!コラボニータ!!（土 12:00 - 12:55）セシリア、林茂波、清水佐紀（2002年4月 - 2003年3月）
- e-radio ウィークリー増刊号!（土 12:00 - 12:55）（2003年4月 - 2003年9月）
- モビィがおじゃましバス!（土 12:00 - 12:55）岩見知香、寺尾仁志、宮本聖子、井上麻子（2003年10月 - 2008年9月）
- SATURDAY SHIGA COUNTDOWN SHOW（土 18:00 - 20:00）中野栄美子、SHIGGY（2000年4月 - 2002年3月）
- サ・タ・シ・ガ!（土 18:00 - 21:00）河口恭吾、谷藤リョーコ、平義隆、寺尾仁志、吉川朋江（2002年4月 - 2005年9月）
- Shiga-Kicks 2×5＝10（土 18:00 - 20:00）藤田淳司、林智美、アルコ（2006年12月） ※開局10周年記念番組。
- Happy Mania（土 18:00 - 18:55）近藤夏子、藤田淳士（2009年7月 - 2010年3月）
- いま、コレッ!（土曜 20:00 - 21:00）KINAKO（1 - 3週）杉浦なおや（4週）
- Trunk!（2015年4月4日 - 2022年3月26日、土曜 18:00 - 18:30）

### 日曜日
- JR西日本 Station Dream（日 9:30 - 9:55）小城美知（2003年4月 - 2004年3月） ※JR西日本京都支社提供。
- TAISEI Breeze in my room（日 9:30 - 9:45）木谷美帆（2010年10月 - 2011年3月）
- aeiueoao（日 20:00 - 20:30）Kay稲毛、サテスタ塾生（2005年4月 - 2006年3月）
- あめんぼ!（日 20:00 - 20:30）柴田佳世、福田遥菜、中井真奈、上野結城（2006年4月 - 2007年9月）
- ARE YOU READY? 〜生き生きエンディングのススメ〜（日曜 8:00 - 8:30）小野千穂
- 滋賀日産 presents "S"Traction（日曜 18:00 - 18:30）

#### 開局当時の主な番組
1996年12月1日時点。番組表からは自社制作かどうかの区別がされていないため、明らかに自社制作番組と判明しているものだけを記す。
- e-radio レイクサイドモーニング77（月曜 - 金曜 7:30 - 10:00）横井くにえ
- BIG TIME RADIO SHOW（月曜 - 木曜 16:00 - 19:00、金曜 16:00 - 19:55）忠兵衛 & 松田奈緒（月曜）、平山貴人＆祝迫くみ子（火曜）、畑中啓司（水曜）、ブラック・ボトム・ブラスバンド＆萬谷宜子（木曜）、川本勇＆中野栄美子（金曜）
- PARCO WEEKEND CUTS（土曜 12:00 - 12:55）

## パーソナリティ

### 現在
2025年時点。
- 林智美
- MC MORIYA
- 仙石幸一（2007年4月 - ）[7][23]
- 久世サトシ（2024年6月 - ）
- マツモトアキノリ
- 矢野七絵　(2025年4月-)
- 武元唯衣（櫻坂46）
- 藤村周子
- 杉浦なおや（2011年9月 - ）
- 井上麻子（2001年4月以前 - ）
- ムーディ勝山
- 池田愛恵里
- ファミリーレストラン（2011年9月 - ）
- 柴崎なお
- 谷京香
- mio
- 池和歌子
- EON
- 大畑大介
- 長戸大幸
- ばんばひろふみ
- 神野友亜
- 森由貴子
- 近藤夏子

『キャッチ!』内「アーティストをキャッチ!」での主な出演者
- iScream・PSYCHIC FEVER from EXILE TRIBE（第1月曜、交互出演）
- 上西怜（NMB48、第2水曜）
- 虹のコンキスタドール（第3水曜）
- ハロプロ研修生（第4水曜）
- 来栖りん（第2木曜）
- 涼花萌（22/7、第4木曜）

### 過去
2001年4月以降。
- 大角香里（2001年4月以前 - 2005年9月、2006年10月 - 2011年8月）[8]
- 碓井豊（2010年4月 - 2011年8月）
- 東奈緒美（2010年4月 - 2011年3月）[8]
- 對馬京子（2009年10月 - 2010年3月）
- 渡辺とな
- 中村有珠
- 木谷美帆[8]
- 川本勇（2009年10月 - 2015年11月）[8]
- 小野千穂（2005年5月 - 2009年3月、2009年10月 - 2010年3月）
- 岡田紀子（2009年10月? - 2010年3月）
- 羽川英樹（2005年10月 - 2010年3月）
- 藤田淳士（2008年10月 - 2010年3月）[8]
- 近藤夏子（2009年7月 - 2010年3月）
- 中野栄美子（2001年4月以前 - 2009年9月）
- 高橋春美（2011年9月 - ）
- 橋本マサキ（2008年2月 - 2009年9月）
- 西川貴教（2009年7月 - 2009年9月）
- 山元愛（2005年4月 - 2009年3月）
- 大五郎（2006年4月 - 2009年3月）
- Kay稲毛（2001年4月以前 - 2008年9月）
- alee（2006年9月 - 2008年9月）
- 吉川朋江（2003年4月 - 2008年9月）
- 川下大洋（2007年10月 - 2008年9月）
- 豊田一美（2001年4月以前 - 2007年11月30日）
- 上野結城（2007年8月 - 2007年9月）
- 柴田佳世（2006年4月 - 2007年9月30日）
- 福田遥菜（2006年4月 - 2007年9月30日）
- 中井真奈（2006年4月 - 2007年9月30日）
- 小林大作（2005年10月 - 2007年9月）
- アイクル（2004年10月 - 2007年3月）
- 松尾明子（2001年4月以前 - 2006年9月）
- ミク（2005年10月 - 2006年8月）
- 藤田淳司（2005年4月 - 2006年3月）
- 柏木貴代（2004年10月 - 2005年9月）
- 谷藤リョーコ（2002年4月 - 2005年9月）
- 杉之原惠子（POTI）（2001年4月以前 - 2005年9月） ※2002年4月から「POTI」に改名。
- 寺尾仁志（2003年4月 - 2005年9月）
- 宮本聖子（2004年4月 - 2005年9月）
- 平義隆（2003年4月 - 2005年9月）
- チョッパー前園（2003年10月 - 2004年3月）
- 岩見知香（2003年10月 - 2004年3月）
- 小城美知（2003年4月 - 2004年3月）
- 平井よお子（2001年4月以前 - 2003年3月）
- セシリア（2002年4月 - 2003年3月）
- 清水佐紀（2002年4月 - 2003年3月）
- 河口恭吾（2002年4月 - 2003年3月） - 無名時代に務めていた
- 林茂波（2002年4月 - 2003年2月）
- 福本沙紀（2001年4月以前 - 2002年3月）
- SHIGGY（2001年4月以前 - 2002年3月）
- 北村謙（2001年7月頃 - 2001年11月頃）
- SoCo（ソーコー）（2011年9月 - 2015年3月）
- みずき（2011年9月 - 2017年3月）
- 馬と魚
- 森脇健児
- 中村葵
- 長谷川耕司
- 岩井万実
- キダユカ（2008年10月 - ）
- KINAKO（2011年9月 - ）
- 岩田泉未（2013年4月 - ）
- 森田純史（レポーター・アナウンサー、2008年10月 - 2011年8月）[8]
- 森田恵奈（2011年4月 - 2011年8月）
- 関口まい（社会情報部、e-ジャーナルに出演。）
- 中谷文美
- 竹中美彩
- 木村三恵
- 鍵和田昌子
- 下埜正太
- 桂三語
- 山下ユウジ
- 宮部咲哉
- 古賀文沙
- 秋葉のぞみ
- 海江田麻貴
- 上原ありさ
- 西村頼子
- 南城大輔
- 関明日香
- 小野千穂
- ケイミー
- 大阪☆春夏秋冬
- キッコ

## その他
ACジャパンの会員企業

当局含めたJFN系列38局はACジャパン（旧・公共広告機構）の正会員企業の一つである。
広報誌「e-press」
「e-press」は、月刊で発行されている無料の情報誌である。毎月1日を発行日とした月刊で、京都新聞や中日新聞の朝刊に折り込まれる。また、県内の各協力店や施設にも置かれているほか、京都市山科区のCD店や福井県敦賀市の映画館など放送対象地域外に置かれている事例もある。
表紙はパーソナリティが一面を大きく飾っているほか、紙面はクライアントの広告を兼ねている。なお、2002年3月まではパワープレイのアーティストが表紙を飾っていた。また、創刊当時から映画鑑賞券やアーティストグッズなどの読者プレゼントを実施している。なお、開局当時の広報誌は、『RADIO77(レディオナナ)』であった。
ブログとウェブサイト
2006年11月頃、ブログサイト「ぶんぶんブログ」が開設され、多くのブロガーが同サイトにブログを開設したが運営から撤退した。なお、同サイトの利用者およびコンテンツは関連会社のブログサイトである「滋賀咲くブログ」に移行したほか、当社が運営していたブログサイトは近江八幡にあるウェブサイト製作会社が継承し、「チェキポンブログ」として再出発した。
公式サイトは、かつてはチャットコーナーや電子掲示板(BBS) などのコンテンツがあった。サイト内にあるヒットチャートに関しては、2004年9月以降は全く更新されていない。
番組表掲載新聞
近畿地方以外での掲載新聞は以下のとおり。
- 福井県：毎日新聞、産経新聞、朝日新聞、読売新聞、中日スポーツ
- 石川県・富山県：毎日新聞、産経新聞、朝日新聞